# Țeline
Țeline – wieś w Rumunii, w okręgu Sybin, w gminie Brădeni. W 2011 roku liczyła 134 mieszkańców.